# Inga Kvasņika
Inga Kvasņika (Riga, 10 ottobre 1978) è un'ex cestista lettone.

## Carriera
Con la Lettonia ha disputato i Campionati europei del 1999.